# Агата Муценієце
Ага́та Муценієце (після одруження Прилу́чна; латис. Agata Muceniece (1 березня 1989 , Рига ) — латвійська акторка, модель та телеведуча.

## Життєпис
Народилась в Ризі, Латвійська РСР, 1 березня 1989 року.
Батько працював барменом (помер, коли Агата була ще дитиною), мати — кухарка; старша сестра — Санта (нар. 1987). В шкільні роки відвідувала театральну студію «Шкатулка» (майстерня Л. Є. Шевченко). Після закінчення школи працювала моделлю, рекламувала взуття, з фотосесіями відвідала багато країн Європи. Повернувшись до Риги, вступила до Латвійського університету на спеціальність «китайська філологія».
2008 року переїхала до Москви та вступила на акторський факультет ВДІКа (майстерня Михайлова), який закінчила з червоним дипломом 2012-го.
Дебютувала в кіно 2007 року. Найвідоміша роль — Даша Старкова в телесеріалі Закрита школа.
Знімалась в рекламі Beeline, Nescafe, МегаФон, Євросєть, Jardin, Savage, Сбербанк, OBI.
Одна з ведучих 5-го сезону російського Голос Діти.

### Особисте життя
На зйомках «Закритої школи» познайомилась з актором Павлом Прилучним, в серпні 2011 року пара таємно одружилася. Акторка офіційно взяла прізвище чоловіка, а дошлюбне прізвище Муценієце використала як творчий псевдонім. 11 січня 2013 року народила сина Тимофія. 3 березня 2016 року народила доньку Мію.
У лютому 2020 подружжя ухвалило рішення про розірвання шлюбу.

## Фільмографія
| Рік       |   | Назва                 | Роль                                           |    |
| --------- | - | --------------------- | ---------------------------------------------- | -- |
| 2010      | с | Стройбатя             | Світлана Архипова                              | ру |
| 2010      | с | Невидимки             | (в епізоді «Гадина»)                           | ру |
| 2011—2012 | с | Закрита школа         | Даша Старкова                                  | ру |
| 2012      | ф | Роман з кокаїном      | подружка Єгорова                               | ру |
| 2012      | ф | Моя божевільна сім'я! | Світлана                                       | ру |
| 2012      | с | Геймери               | Маргарита Смірнова                             | ру |
| 2013      | ф | Три мушкетера         | служниця Кет                                   | ру |
| 2014—2017 | с | Таємне місто          | Інга                                           | ру |
| 2014      | ф | Не в хлопцях щастя    | Катя                                           | ру |
| 2014      | с | Красиве життя         | Жанна Верхоланцева                             | ру |
| 2015      | ф | Мелодія на два голоса | Поваляєва Оксана Вікторіївна, акушер-гінеколог | ру |
| 2015      | с | Квест                 | Саша                                           | ру |
| 2016      | ф | Я знаю твої секрети   | Ніна Лучникова, верифікатор брехні             | ру |
| 2017      | с | Цивільний шлюб        | Ніка                                           | ру |
| 2018      | с | Живий                 |                                                | ру |
| 2019      | с | Відплата              | Катя                                           | ру |
| 2019      | ф | Тобол                 | Брігітта                                       | ру |
| 2019      | с | В кліткі              | Ольга                                          | ру |
| 2020      | с | Чума!                 | Урсула                                         | ру |